# Strengelvåg
Strengelvåg est une localité de l'île de Langøya (archipel de Vesterålen) du comté de Nordland, en Norvège.

## Géographie
Administrativement, Strengelvåg fait partie de la kommune d'Øksnes.